# Soupe miso
Pour les articles homonymes, voir soupe et miso.
La soupe miso (味噌汁, misoshiru), « bouillon au miso » en japonais francisé, est une recette de cuisine traditionnelle de la cuisine japonaise. Il s'agit d'un bouillon à base de miso (pâte de soja fermenté) et de dashi (bouillon de base de la cuisine japonaise), auquel on rajoute d'autres ingrédients (légumes, tofu, algues, viande ou fruits de mer, etc.). Elle est, avec le riz, un des plats de base des repas traditionnels japonais. Il existe plusieurs variétés régionales de cette recette.

## Présentation
La soupe miso est une soupe de la cuisine japonaise, composée d'un bouillon et de miso (soja fermenté). D'autres ingrédients, tels que des légumes, des algues, du tofu, de la viande ou des fruits de mer, peuvent y être ajoutés. Tout comme le riz, elle est un plat régulier des repas japonais. Contrairement aux soupes occidentales riches en goût, la soupe miso, plus légère, sert à accompagner les autres plats. Elle est consommée afin de réchauffer la bouche, de préparer le palais entre deux plats, et sert aussi d'exhausteur de goût grâce à sa composition riche en glutamate et autres acides aminés libres.

Soupe miso de base
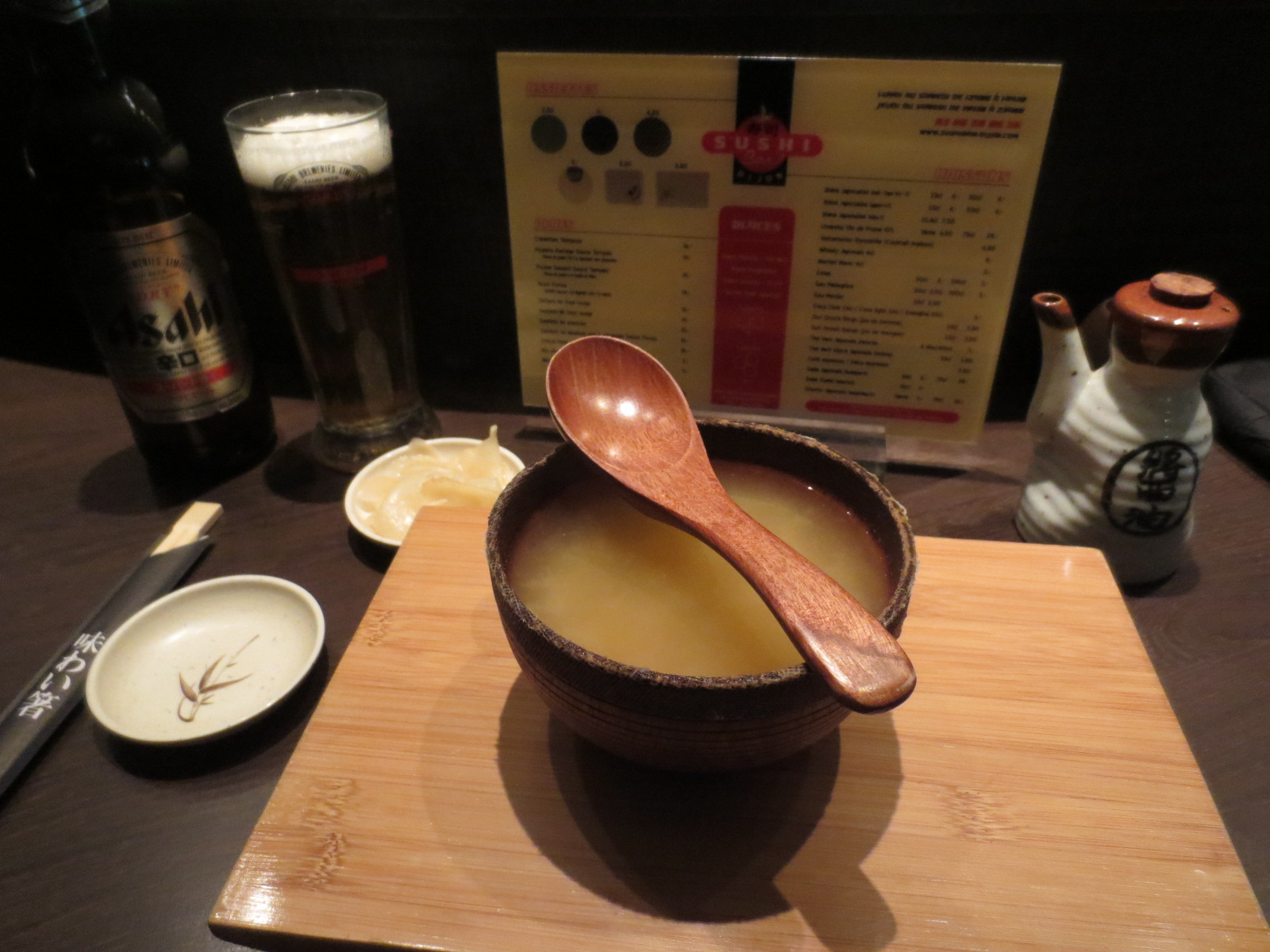
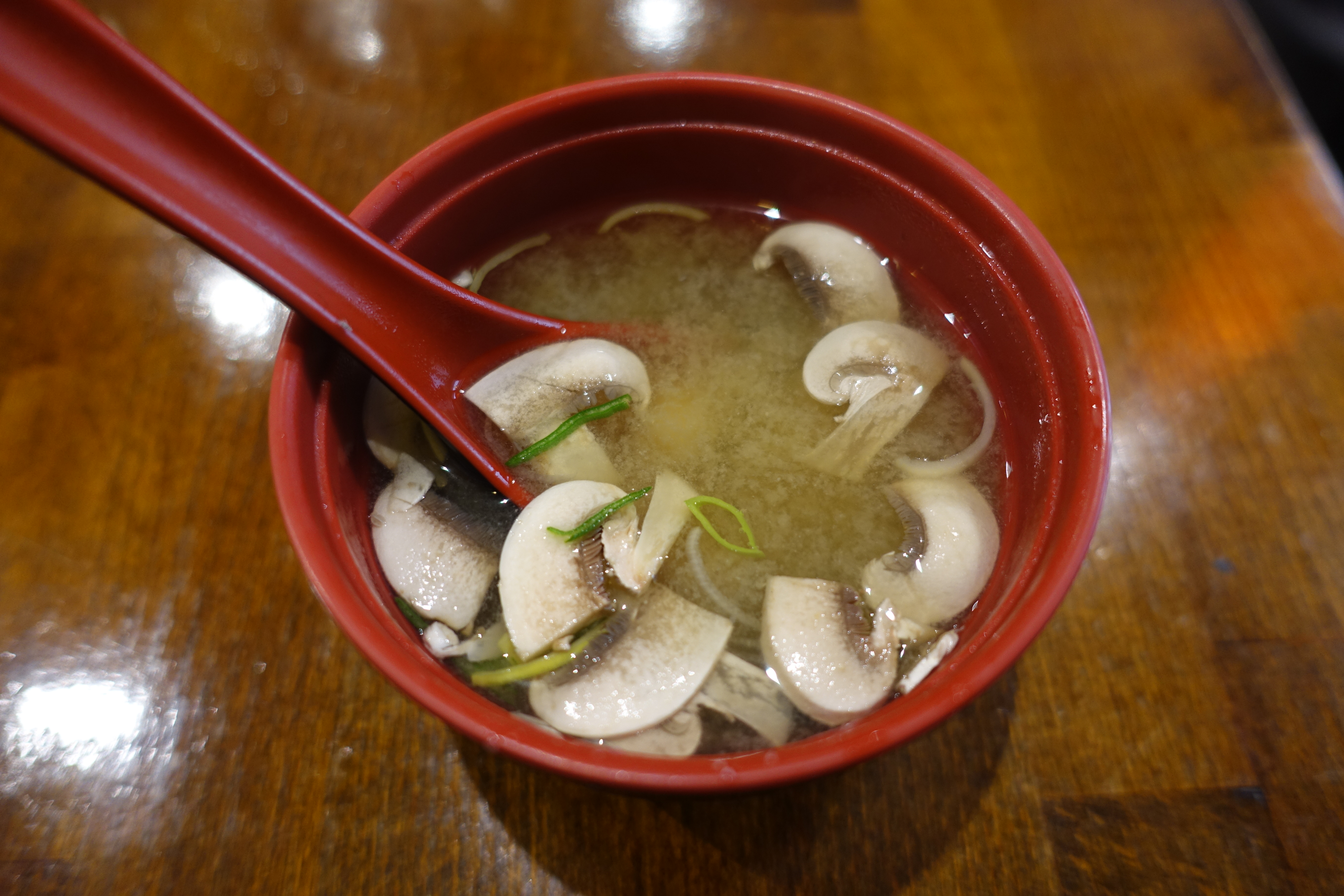
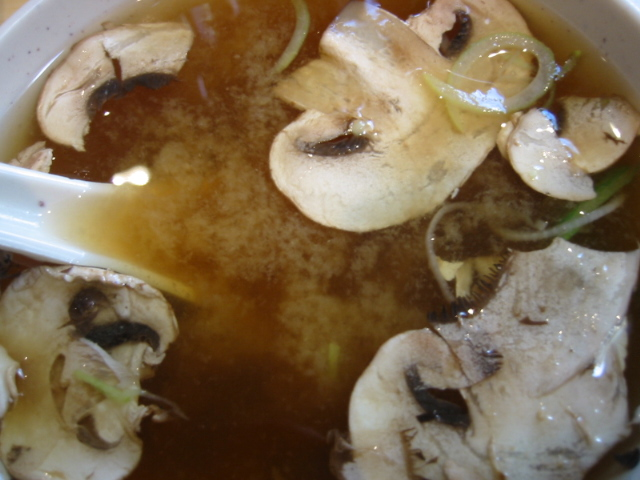

## Histoire
Ce plat traditionnel très ancien de l'histoire de la cuisine japonaise, à base de miso originaire de Chine, est couramment consommé par les Japonais depuis la période Muromachi (1392-1573).

## Ingrédients
La préparation de la soupe miso de base nécessite de l'eau, du dashi (bouillon composé le plus souvent d'algue kombu infusée et de katsuobushi, un condiment à base de bonite fumée et séchée) et du miso (une pâte de soja fermentée). Elle possède des saveurs légères, et un goût umami prononcé.
Elle peut être déclinée sous de nombreuses variantes à base entre autres de, :
- riz, pomme de terre, chou cabus, radis, concombre, navet, céleri, carotte, poireau, oignon, épinard ;
- coriandre, cébette, ciboule, cresson, gingembre, pousse de bambou, racine de lotus ;
- algue (nori, wakamé séché, réhydraté et coupé en carrés, konbu, aonori, ulve) ;
- champignon (pleurote, shimeji, shiitake) ;
- viande, bœuf bouilli émincé en fines lamelles, poulet ;
- poisson, crustacés, fruit de mer ;
- œuf entier ou cuit en rondelle ;
- huile de sésame, sauce de soja ;
- tofu.

Quelques variantes
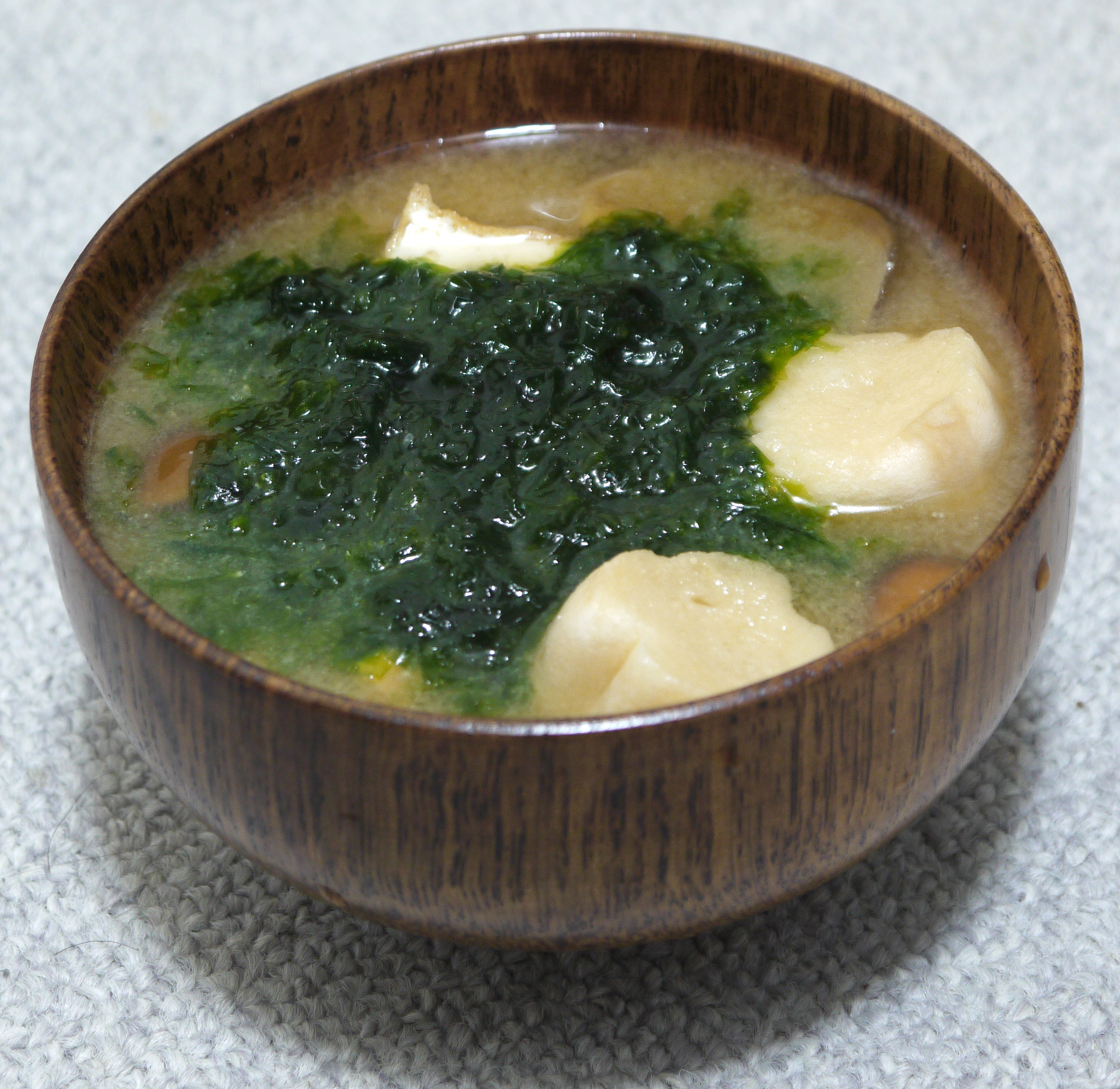
Algues aonori.
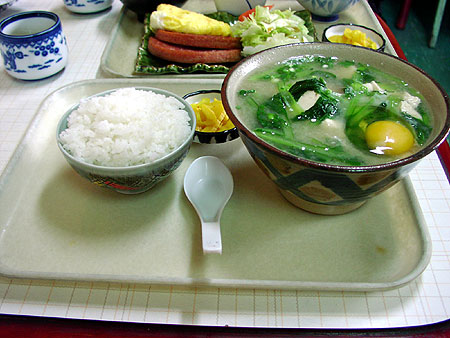
Tofu et œuf.
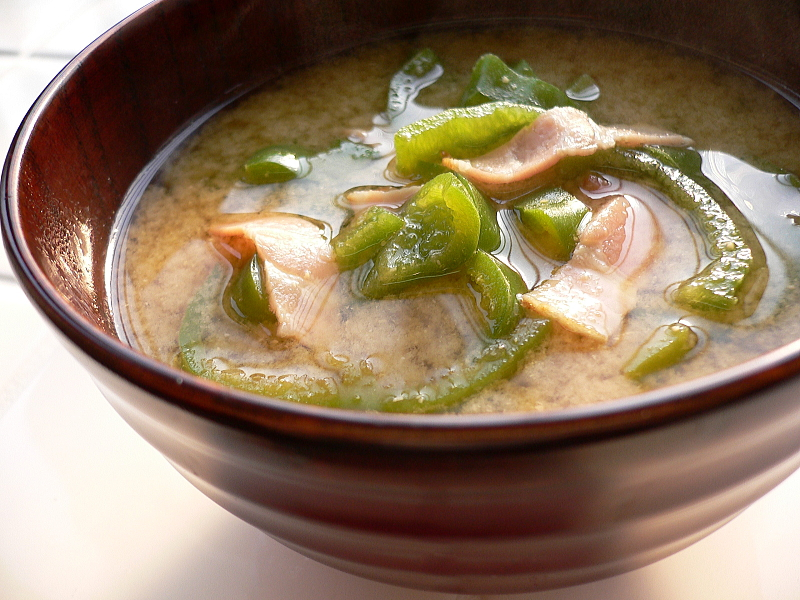
Poivron vert et bacon.
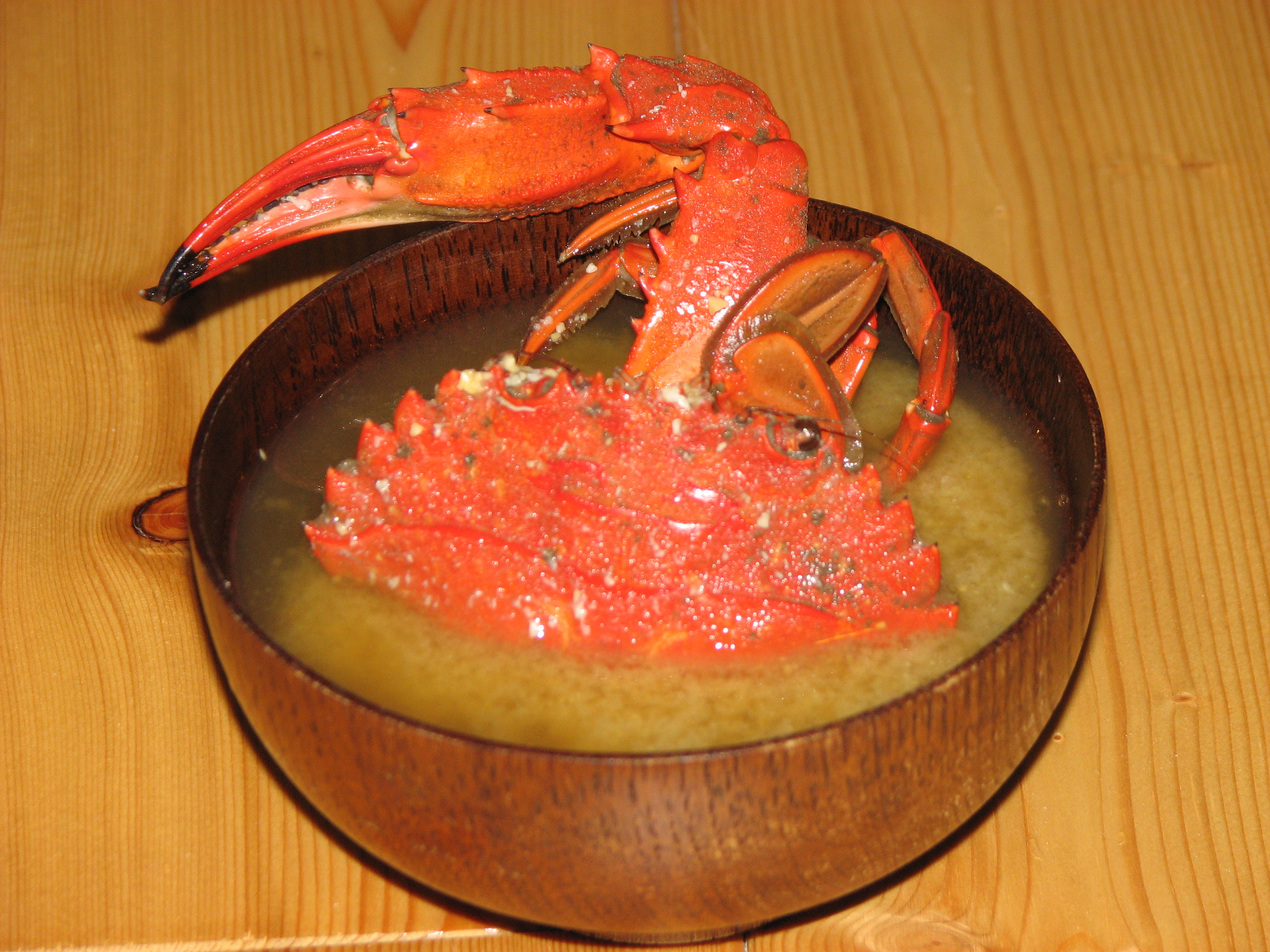
Crabe.
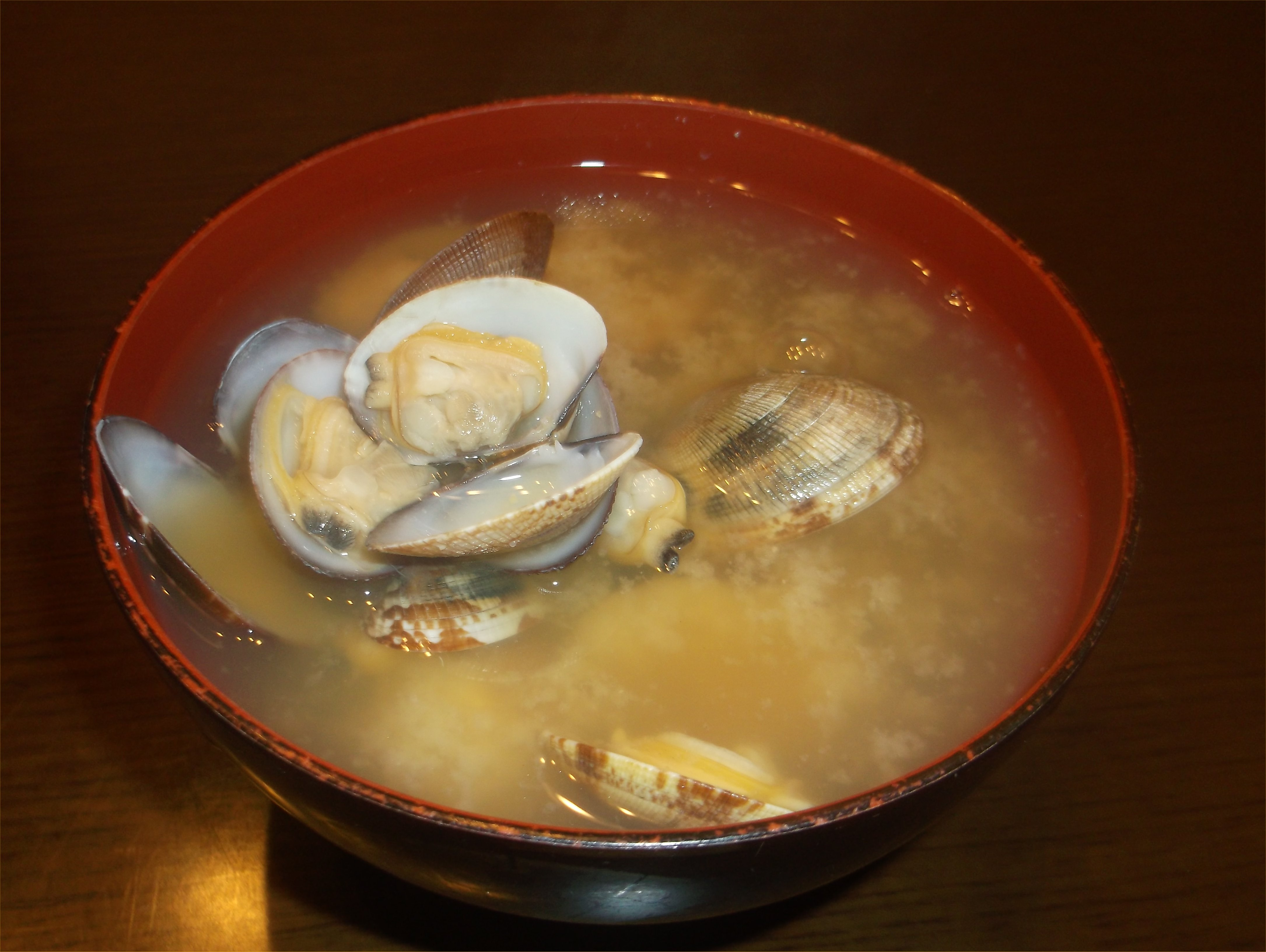
Palourde.

## Préparation
Commencez par préparer le dashi. Versez la quantité désirée dans une casserole, et incorporez les accompagnements par ordre de cuisson (algues, tofu, etc.). Incorporez ensuite le miso (une à deux grosses cuillerées) en le tamisant, sans laisser bouillir la préparation. Servez chaud.
Les paquets de soupe miso instantanée lyophilisée sont à ce jour courants dans la grande distribution et sont utiles.
La soupe miso est servie traditionnellement dans un petit bol laqué shiru-wan. Les ingrédients sont mangés avec des baguettes ou avec une cuillère à soupe japonaise, puis le bouillon est bu au bol sans utiliser de cuillère. Contrairement aux règles du savoir-vivre français, il n'est pas impoli de saisir son bol pour le mener à sa bouche.